# Julija Matijasová
Julija Matijasová (roz. Martyněnková) (* 22. září 1973) je bývalá původem ruská zápasnice – judistka a sambistka, bronzová olympijská medailistka z roku 2004, která od roku 1999 reprezentovala Německo.

## Sportovní kariéra
Vyrůstala v ruském Surgutu, kde začala se sportovní gymnastikou. Později, ve 14 letech, si ji na střední sportovní internátní škole v Omsku trenér Viktor Ivaščenko vybral do své sambisticko-judistické tréninkové skupiny.
V polovině devadesátých let dvacátého století s manželem ruským Němcem Eduardem Matijassem odjela za lepšími životními podmínkami do německého Osnabrücku a v roce 1999 obdržela německé občanství. V roce 2000 prohrála nominaci na olympijské hry v Sydney s Annou-Marií Gradanteovou. Od roku 2001 byla jedničkou v německé judistické reprezentaci v superlehké váze do 48 kg a v roce 2004 se kvalifikovala na olympijské hry v Athénách. Od úvodního kola úřadovala svou levou uči-matou. V semifinále jí však po boji na zemi dostala do držení Francouzka Frédérique Jossinetová. V boji o třetí místo nastoupila proti domácí Řekyni Marii Karajanopulosové. Po rozpačitém začátku, kdy s problémy ustála nástup soupeřky do ippon-seoi-nage, si v polovině zápasu vybojovala oblíbený levý úchop a nízkou uči-matou poslala Řekyni na ippon. Získala bronzovou olympijskou medaili a vzápětí se rozloučila s reprezentací. Věnuje se trenérské práci. Syn Martin patří do širšího výběru německé judistické reprezentace.

## Výsledky
| Turnaj             | 2000            | 2001            | 2002            | 2003            | 2004            |
| Turnaj             | 27              | 28              | 29              | 30              | 31              |
| Turnaj             | superlehká váha | superlehká váha | superlehká váha | superlehká váha | superlehká váha |
| ------------------ | --------------- | --------------- | --------------- | --------------- | --------------- |
| Olympijské hry     | —               |                 |                 |                 | 3.              |
| Mistrovství světa  |                 | úč.             |                 | 5.              |                 |
| Mistrovství Evropy | 3.              | —               | úč.             | 5.              | —               |